# Rising (Great White)
Rising è l'undicesimo album in studio del gruppo musicale statunitense Great White, pubblicato nel marzo del 2009 dalla Frontiers Records.

## Tracce
1. Situation – 5:00 (Mark Kendall, Michael Lardie, Jack Russell)
2. All or Nothin – 5:19 (Kendall, Lardie, Russell)
3. I Don't Mind – 5:19 (Lardie, Russell)
4. Shine – 5:54 (Kendall, Russell)
5. Loveless – 5:39 (Lardie, Russell)
6. Is It Enough – 4:14 (Kendall, Lardie, Russell)
7. Last Chance – 4:11 (Kendall, Lardie, Russell)
8. Danger Zone – 4:37 (Kendall, Russell)
9. Down on the Level – 4:03 (Audie Desbrow, Kendall, Lardie, Russell)
10. Only You Can Do – 5:02 (Kendall, Lardie, Russell)
11. My Sanctuary – 5:36 (Kendall, Russell)

Tracce bonus
L'edizione europea e giapponese presentano come tracce bonus due cover dei Rolling Stones
- Let's Spend the Night Together (Mick Jagger, Keith Richards) – nell'edizione europea
- Can't You Hear Me Knocking (Jagger, Richards) – nell'edizione giapponese

## Formazione
- Jack Russell – voce
- Mark Kendall – chitarre, cori
- Michael Lardie – chitarre, tastiere, mandolino, sitar, armonica, percussioni, produzione
- Scott Snyder – basso, cori
- Audie Desbrow – batteria, percussioni